# 萨利纳斯德皮苏埃尔加
萨利纳斯德皮苏埃尔加，是西班牙卡斯蒂利亚-莱昂帕伦西亚省的一个市镇。 总面积21平方公里，总人口280人（2001年），人口密度13人/平方公里。